# Basmah bint Saud

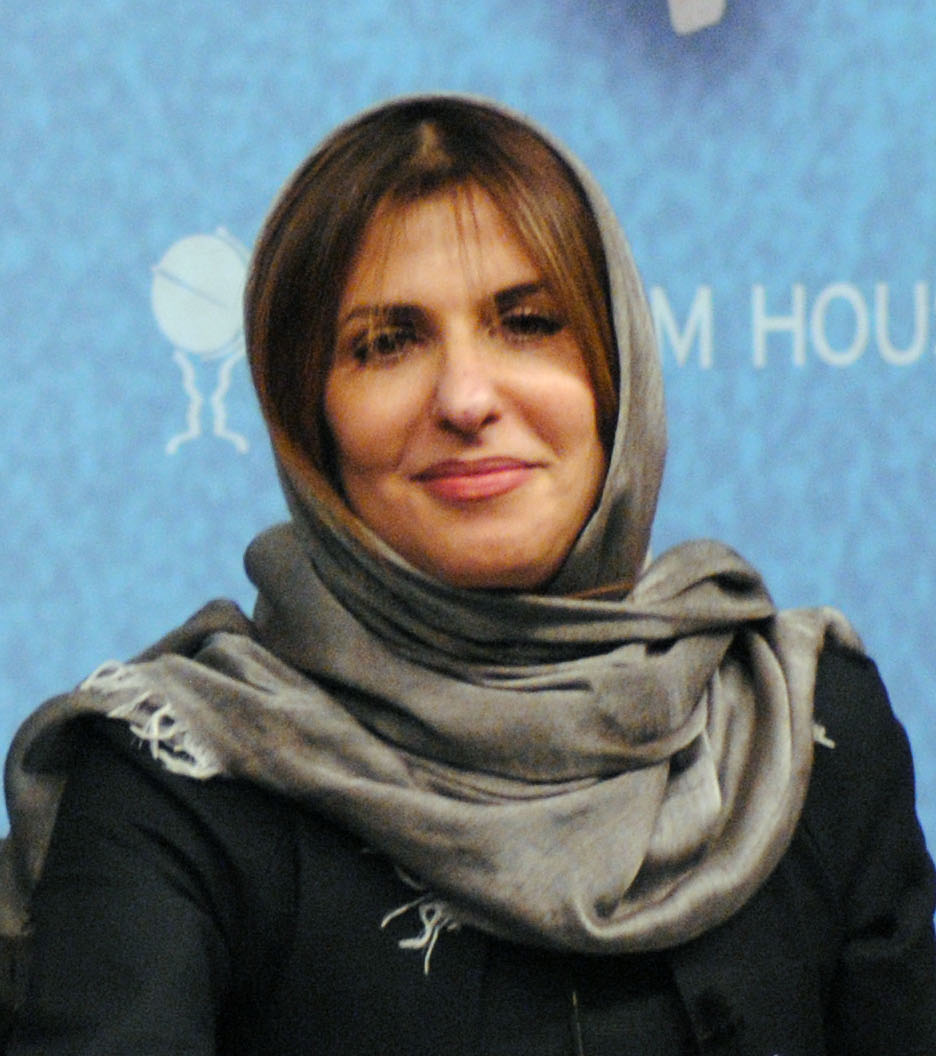
Basmah bint Saud (2013)

Prinzessin Basmah bint Saud bin Abdulaziz Al Saud (arabisch بسمة بنت سعود آل سعود, DMG Basma bt. Saʿūd Āl Saʿūd; * 1. März 1964) ist ein saudi-arabisches Mitglied der Dynastie der Saud, Unternehmerin und Menschenrechtsaktivistin.

## Familie
Sie ist die jüngste Tochter von 115 Kindern des 1969 verstorbenen Königs Saud ibn Abd al-Aziz. Ihre Mutter, Jamila bint Asad Ibrahim Marei, war aus der syrischen Hafenstadt Latakia nach Saudi-Arabien eingewandert. Sie wurde für ihren zukünftigen Ehemann ausgewählt, als sie Mekka auf der Hadsch besuchte. Sie heiratete König Saud, mit dem sie sieben Kinder hatte. Basmah sah ihren Vater nur zweimal, als sie fünf Jahre alt war, im Jahr seines Todes.
1988 heiratete Prinzessin Basmah Shuja bin Nami bin Shahin Al Sharif. Die Ehe wurde 2007 geschieden. Sie ist Mutter von fünf Kindern, drei Töchter und zwei Söhne.

## Leben
Einen Teil ihrer Kindheit verbrachte Basmah in Beirut. In Beirut besuchte Basmah bint Saud eine französische Schule. Infolge des libanesischen Bürgerkriegs zogen sie und ihre Mutter zwischen London und den Vereinigten Staaten um. Im Vereinigten Königreich besuchte sie eine Mädchenschule in Hertfordshire und ein College in London, bevor sie zwei Jahre in der Schweiz zur Schule ging. Basmah studierte Medizin, Psychologie und englische Literatur an der Arabischen Universität Beirut. 1979 machte sie ihren High-School-Abschluss. Sie studierte an verschiedenen Universitäten und erwarb mehrere Abschlüsse.
Nach der Scheidung von ihrem Ehemann 2007 gründete sie eine Restaurantkette in Saudi-Arabien. 2008 gründete sie außerdem das Medienunternehmen Media Ecco und ein Catering-Unternehmen.
Basmah war im März 2019 mit ihrer Tochter Souhoud bint Shuja Al-Sharif inhaftiert und seitdem ohne Anklage festgehalten worden. Einige Zeit vor ihrer Festnahme war sie aus London nach Saudi-Arabien zurückgekehrt. Als sie zu einer medizinischen Behandlung in die Schweiz reisen wollte, wurde sie festgesetzt. Basmah bint Saud war vor fast drei Jahren in Riad im Hochsicherheitsgefängnis Al-Ha'ir, in dem zahlreiche politische Gefangene inhaftiert sind, und ohne Anklage festgehalten worden. Im April 2020 hatte sie König Salman ibn Abd al-Aziz und Kronprinz Mohammed bin Salman vergeblich gebeten, sie aus gesundheitlichen Gründen freizulassen. Sie leidet an Osteoporose, Dickdarm- und Herzproblemen. Sie wurde aber seit ihrer Verhaftung nicht regelmäßig und angemessen medizinisch versorgt. Ihre Familie glaubt, dass ihre Verhaftung mit dem milliardenschweren Erbe ihres Vaters König Saud in Zusammenhang steht. Andere Gründe der Inhaftierung könnten in der unverblümte Kritik an Missständen oder ihre engen Verbindungen zum ehemaligen Kronprinzen Mohammed ibn Naif, der unter Hausarrest gestellt wurde, liegen.
Am 8. Januar 2022 wurde sie freigelassen. Sie darf Saudi-Arabien nicht verlassen und auch nicht für eine gewünschte medizinische Behandlung in die Schweiz reisen. Als entscheidend für ihre Freilassung nannte der Rechtsberater Henri Estrament Anfragen der Vereinten Nationen, des Europa-Parlaments, den Einsatz des US-Außenministers Antony Blinken, die Erwähnung ihres Falls im US-Menschenrechtsbericht und ausdrückliche Nachfragen der amerikanischen Botschaft in Riad. Die saudische Regierung habe großes Interesse an guten Beziehungen zu den Vereinigten Staaten.

## Politische Ansichten
Prinzessin Basmah hat eine politische Theorie namens „Gesetz über den Vierten Weg“ entwickelt. In einem Interview mit der BBC fordert sie Saudi-Arabien in eine konstitutionelle Monarchie umzuwandeln und Menschenrechte wie auch die Gleichheit von Männern und Frauen in der Verfassung des Landes festzuschreiben. Zur Frage ob es Widerstand gegen Mohammed bin Salman gebe, sagte sie, es gebe „andere Sichtweisen“, die „ebenfalls einen Platz für sich beanspruchen“. All jene, die der Vision 2030 des De-facto-Herrschers Mohammed bin Salman nicht zustimmen, würden isoliert.